# Salvador Clemente
Salvador Clemente Pérez (Cádiz, 1859-Madrid, 1909) fue un pintor español, radicado en la ciudad de Sevilla.

## Biografía
Nacido en Cádiz en 1859, estudió primero en la Escuela de Bellas Artes de su ciudad natal, para más tarde partir a París, donde recibió lecciones de Léon Bonnat y de Francisco Domingo. Regresó a España y se instaló definitivamente en Sevilla en 1880.
Los trabajos favoritos de Salvador Clemente habrían sido los efectos de luz, y aunque cultivó otros géneros, se destacó en los fondos de sol. Una obra que le habría hecho ganar popularidad fue un cuadro que pintó inspirándose en la poesía de Bécquer y que tituló Volverán las obscuras golondrinas. Además pintó Rosas del tiempo, Últimas notas (vendido en Montevideo en dos mil duros), La Tarde (adquirido por 8000 pesetas por Julio Herrera, presidente de la República del Uruguay), La feria de pájaros, dos tablas representando Recuerdos de la feria de Sevilla (vendidas en Londres a Arthur Tooth); Bajo la parra (adquirido por Loudon Snowden, ministro plenipotenciario de los Estados Unidos en Madrid), Costumbres andaluzas (comprado para Berlín), La vuelta al Cielo, Palique, La merienda y Petenera, entre otros. Fallecido en Madrid en 1909, tuvo en sus últimos años como discípulo al futuro poeta Juan Ramón Jiménez.